# Milan Neděla
Milan Neděla (* 23. Februar 1934 in Prag; † 14. April 1997 ebenda) war ein tschechoslowakischer Schauspieler.

## Leben
Milan Neděla wuchs in Prag auf, wo er auch zeitlebens wohnte.
Nach seinem Schulabschluss absolvierte er seine Schauspielausbildung von 1950 bis 1953 an der Film- und Fernsehfakultät der Akademie der Musischen Künste in Prag. In seiner fast vier Jahrzehnte lang andauernden Karriere als Schauspieler wirkte Neděla von 1954 bis 1993 in mehr als 90 Film- und Fernsehproduktionen mit. Neben vielen Rollen im komödiantischen Fach spielte er auch ernstere Rollen. Er war als Bühnendarsteller an verschiedenen Theatern tätig und wirkte in mehreren Theaterstücken und Kabarett-Programmen mit. Aufgrund einer schweren Erkrankung zog er sich im Jahr 1994 aus dem Rampenlicht zurück. Neděla starb im April 1997 im Alter von 63 Jahren.

## Filmografie (Auswahl)
- 1964: Die Hofnarrenchronik
- 1971: Pan Tau (Fernsehserie, 2 Folgen)
- 1972: Das Mädchen auf dem Besenstiel
- 1973: Erziehung vor Verdun (TV-Dreiteiler)
- 1980: Die Märchenbraut (Fernsehserie, 1 Folge)
- 1987: Prinzessin Julia
- 1993: Die Rückkehr der Märchenbraut (Fernsehserie, 2 Folgen)